# Chust, Uzbekistan
Chust (tiếng Uzbek: Chust/Чуст; tiếng Nga: Чуст) là một thành phố ở miền đông Uzbekistan. Nó là trung tâm hành chính của huyện Chust. Đô thị này nằm ở góc phía bắc của thung lũng Fergana dọc theo sông Chustsoy.
Chust là một trong những thành phố lâu đời nhất ở thung lũng Fergana. Đường ô tô Fergana đi qua thành phố. Con đường này nối Chust với một số nơi khác như các thành phố Namangan, Andijan và Fergana.
Chust đã trải qua những thay đổi đáng kể trong thời kỳ Xô viết. Nhiều nhà máy đã được xây dựng trong thời gian đó. Hiện nay, thành phố là một trung tâm quan trọng về chế biến bông.

## Lịch sử
Chust là một trong những thành phố lâu đời nhất ở thung lũng Fergana. Các nghiên cứu khảo cổ học được tiến hành vào các năm 1953, 1957, 1959 và 1961 đã tìm thấy những đồ vật có niên đại từ cuối thời kỳ đồ đồng/đầu thời kỳ đồ sắt trong khu vực tương ứng với Chust ngày nay. Theo các nhà ngôn ngữ học địa phương, từ "chust" trong tiếng Ba Tư có nghĩa là "nhanh".
Vào thời Trung Cổ, Chust đã trở thành một pháo đài quan trọng. Cha của Babur là Umar Shaikh Mirza II đã đặt Chust làm nơi ở của mình vào năm 1480. Đến thế kỷ 16, thành phố bao gồm một số pháo đài nhỏ. Sau đó, một bức tường bao quanh các pháo đài này đã được xây dựng. Năm 1882, các bức tường của pháo đài bị phá hủy và thành phố bắt đầu được mở rộng.
Theo thời gian, Chust trở thành một trung tâm công nghiệp quan trọng. Thợ rèn, thợ may, thợ gốm và thợ kim hoàn từ Chust trở nên nổi tiếng. Thành phố cũng được biết đến với các sản phẩm như mũ chỏm (Doʻppis) và dao.
Sau khi Nga mở rộng lãnh thổ sang Trung Á, một số nhà máy mới đã được xây dựng ở Chust. Năm 1912, có sáu nhà máy bông và một nhà máy da ở Chust. Đô thị này được đặt làm trung tâm hành chính của huyện Chust mới được thành lập vào năm 1926. Chust được nâng lên cấp thành phố vào năm 1969.

## Địa lý
Chust nằm ở độ cao 1.000 mét (3.300 ft)-1.200 mét (3.900 ft) trên mực nước biển, cách thành phố Namangan 41,3 km (25,7 mi) về phía tây. Thành phố nằm ở góc phía bắc của thung lũng Fergana dọc theo sông Chustsoy.

### Khí hậu
Chust có khí hậu bán khô hạn lạnh (phân loại khí hậu Köppen BSk) với mùa đông lạnh và mùa hè nóng. Nhiệt độ trung bình tháng Bảy là khoảng 27 °C (81 °F). Nhiệt độ trung bình vào tháng Giêng là 0 °C (32 °F).
| Dữ liệu khí hậu của Chust          | Dữ liệu khí hậu của Chust | Dữ liệu khí hậu của Chust | Dữ liệu khí hậu của Chust | Dữ liệu khí hậu của Chust | Dữ liệu khí hậu của Chust | Dữ liệu khí hậu của Chust | Dữ liệu khí hậu của Chust | Dữ liệu khí hậu của Chust | Dữ liệu khí hậu của Chust | Dữ liệu khí hậu của Chust | Dữ liệu khí hậu của Chust | Dữ liệu khí hậu của Chust | Dữ liệu khí hậu của Chust |
| Tháng                              | 1                         | 2                         | 3                         | 4                         | 5                         | 6                         | 7                         | 8                         | 9                         | 10                        | 11                        | 12                        | Năm                       |
| ---------------------------------- | ------------------------- | ------------------------- | ------------------------- | ------------------------- | ------------------------- | ------------------------- | ------------------------- | ------------------------- | ------------------------- | ------------------------- | ------------------------- | ------------------------- | ------------------------- |
| Trung bình ngày tối đa °C          | 4                         | 6                         | 12                        | 20                        | 25                        | 31                        | 33                        | 32                        | 26                        | 20                        | 13                        | 7                         | 19                        |
| Tối thiểu trung bình ngày °C       | −4                        | −2                        | 3                         | 9                         | 13                        | 19                        | 21                        | 19                        | 14                        | 8                         | 3                         | −1                        | 9                         |
| Lượng Giáng thủy trung bình mm     | 29.9                      | 6.5                       | 11.7                      | 9.2                       | 106.1                     | 7.4                       | 2.9                       | 4                         | 5                         | 8.7                       | 8.3                       | 13.4                      | 213.1                     |
| Trung bình ngày tối đa °F          | 39                        | 43                        | 54                        | 68                        | 77                        | 88                        | 91                        | 90                        | 79                        | 68                        | 55                        | 45                        | 66                        |
| Trung bình ngày tối thiểu °F       | 25                        | 28                        | 37                        | 48                        | 55                        | 66                        | 70                        | 66                        | 57                        | 46                        | 37                        | 30                        | 47                        |
| Lượng Giáng thủy trung bình inches | 1.18                      | 0.26                      | 0.46                      | 0.36                      | 4.18                      | 0.29                      | 0.11                      | 0.2                       | 0.2                       | 0.34                      | 0.33                      | 0.53                      | 8.44                      |
| Nguồn:                             |                           |                           |                           |                           |                           |                           |                           |                           |                           |                           |                           |                           |                           |

## Nhân khẩu
Dân số của Chust vào năm 2004 là 63.800 người. Người Uzbek và người Tajik là những nhóm dân tộc lớn nhất.

## Kinh tế
Chust là một trung tâm chế biến bông quan trọng. Nó cũng được biết đến với các sản phẩm thủ công, bao gồm dao bỏ túi và mũ chỏm (tiếng Uzbek: doʻppi). Hiện nay có một số công ty cổ phần trên địa bàn thành phố. Ngoài ra còn có các tiệm bánh, một nhà in và một số cơ sở kinh doanh nhỏ ở Chust.

## Giáo dục
Có một số trường cao đẳng và trường dạy nghề ở Chust. Thành phố cũng là nơi có một số trường giáo dục phổ thông (bao gồm cả trường nội trú), hai trường âm nhạc và nghệ thuật, và ba trường thể thao dành cho trẻ em.

## Người nổi tiếng
Doanh nhân Alisher Usmanov, hiện sống ở Nga, sinh năm 1953 tại Chust.